# Saison 2 de RuPaul's Drag Race Down Under
La deuxième saison de RuPaul's Drag Race Down Under est diffusée pour la première fois le 30 juillet 2022 sur Stan en Australie, sur TVNZ en Nouvelle-Zélande et sur WOW Presents Plus à l'international.
En septembre 2021, l'émission est renouvelée pour une deuxième saison. Les juges principaux sont RuPaul, Michelle Visage et Rhys Nicholson. Le casting est composé de dix candidates et est annoncé le 6 juillet 2022 sur les réseaux sociaux.
La gagnante de la saison reçoit un an d'approvisionnement de maquillage chez Anastasia Beverly Hills Cosmetics et 50 000 dollars australiens.
La gagnante de la saison est Spankie Jackzon, avec comme secondes Kween Kong et Hannah Conda.

## Candidates
(Les noms et âges donnés sont ceux annoncés au moment de la compétition.)
| Candidates      | Âge | Résidence                            | Classement |
| --------------- | --- | ------------------------------------ | ---------- |
| Spankie Jackzon | 37  | Palmerston North, Manawatū-Whanganui | Gagnante   |
| Hannah Conda    | 30  | Sydney, Nouvelle-Galles du Sud       | Secondes   |
| Kween Kong      | 29  | Adelaïde, Australie-Méridionale      | Secondes   |
| Molly Poppinz   | 30  | Newcastle, Nouvelle-Galles du Sud    | 4e place   |
| Beverly Kills   | 21  | Brisbane, Queensland                 | 5e place   |
| Yuri Guaii      | 25  | Auckland, Auckland                   | 6e place   |
| Minnie Cooper   | 50  | Sydney, Nouvelle-Galles du Sud       | 7e place   |
| Pomara Fifth    | 28  | Sydney, Nouvelle-Galles du Sud       | 8e place   |
| Aubrey Haive    | 25  | Timaru, Canterbury                   | 9e place   |
| Faúx Fúr        | 27  | Sydney, Nouvelle-Galles du Sud       | 10e place  |

1. ↑  Hannah Conda a ensuite participé à la deuxième saison de RuPaul's Drag Race: UK vs The World.
2. ↑  Kween Kong a ensuite participé à la première saison de RuPaul's Drag Race: Global All Stars.

## Progression des candidates
|            |                 | Épisode | Épisode | Épisode | Épisode | Épisode | Épisode | Épisode | Épisode  |
| 1          | 2               | 3       | 4       | 5       | 6       | 7       | 8       |         |          |
| ---------- | --------------- | ------- | ------- | ------- | ------- | ------- | ------- | ------- | -------- |
| Candidates | Spankie Jackzon | BTM2    | WIN     | WIN     | HIGH    | WIN     | HIGH    | HIGH    | GAGNANTE |
| Candidates | Hannah Conda    | HIGH    | HIGH    | SAFE    | WIN     | WIN     | WIN     | BTM2    | SECONDE  |
| Candidates | Kween Kong      | LOW     | BTM2    | SAFE    | SAFE    | WIN     | BTM2    | WIN     | SECONDE  |
| Candidates | Molly Poppinz   | WIN     | SAFE    | SAFE    | LOW     | BTM2    | SAFE    | ELIM    |          |
| Candidates | Beverly Kills   | SAFE    | SAFE    | BTM2    | BTM2    | SAFE    | ELIM    |         |          |
| Candidates | Yuri Guaii      | HIGH    | LOW     | WIN     | HIGH    | ELIM    |         |         |          |
| Candidates | Minnie Cooper   | SAFE    | HIGH    | SAFE    | ELIM    |         |         |         |          |
| Candidates | Pomara Fifth    | SAFE    | SAFE    | ELIM    |         |         |         |         |          |
| Candidates | Aubrey Haive    | SAFE    | ELIM    |         |         |         |         |         |          |
| Candidates | Faúx Fúr        | ELIM    |         |         |         |         |         |         |          |

 La candidate a gagné RuPaul's Drag Race Down Under.
 La candidate est arrivée seconde.
 La candidate a gagné le défi.
 La candidate a reçu des critiques positives des juges et a été déclarée sauve.
 La candidate a été déclarée sauve.
 La candidate a reçu des critiques négatives des juges mais a été déclarée sauve.
 La candidate a été en danger d'élimination.
 La candidate a été éliminée.

## Lip-syncs
| Épisode | Candidate                                       | vs.                                             | Candidate                                       | Chanson                 | Artiste                           | Candidate éliminée |
| ------- | ----------------------------------------------- | ----------------------------------------------- | ----------------------------------------------- | ----------------------- | --------------------------------- | ------------------ |
| 1       | Faúx Fúr                                        | vs.                                             | Spankie Jackzon                                 | Get Outta My Way        | Kylie Minogue                     | Faúx Fúr           |
| 2       | Aubrey Haive                                    | vs.                                             | Kween Kong                                      | I Touch Myself          | Divinyls                          | Aubrey Haive       |
| 3       | Beverly Kills                                   | vs.                                             | Pomara Fifth                                    | Starstruck              | Years and Years ft. Kylie Minogue | Pomara Fifth       |
| 4       | Beverly Kills                                   | vs.                                             | Minnie Cooper                                   | Dance in the Dark       | Lady Gaga                         | Minnie Cooper      |
| 5       | Molly Poppinz                                   | vs.                                             | Yuri Guaii                                      | Chains (S&M Remix)      | Tina Arena                        | Yuri Guaii         |
| 6       | Beverly Kills                                   | vs.                                             | Kween Kong                                      | The Beginning           | RuPaul                            | Beverly Kills      |
| 7       | Hannah Conda                                    | vs.                                             | Molly Poppinz                                   | Heartbreak in This City | Steps ft. Michelle Visage         | Molly Poppinz      |
| Épisode | Candidate                                       | vs.                                             | Candidate                                       | Chanson                 | Artiste                           | Gagnante           |
| 8       | Hannah Conda vs. Kween Kong vs. Spankie Jackzon | Hannah Conda vs. Kween Kong vs. Spankie Jackzon | Hannah Conda vs. Kween Kong vs. Spankie Jackzon | Wow                     | Kylie Minogue                     | Spankie Jackzon    |

 La candidate a été éliminée après sa première fois en danger d'élimination.
 La candidate a été éliminée après sa deuxième fois en danger d'élimination.
 La candidate a été éliminée après sa troisième fois en danger d'élimination.
 La candidate a remporté le lip-sync et la saison.

## Juges invités
Cités par ordre d'apparition:
- Lucy Lawless, actrice et chanteuse néo-zélandaise ;
- Urzila Carlson, comédienne et actrice sud-africano-néo-zélandaise.

### Invités spéciaux
Certains invités apparaissent dans les épisodes, mais ne font pas partie du panel de jurés.
Épisode 1
- Bindi Irwin, actrice et animatrice de télévision australienne (par visioconférence) ;
- Robert Irwin, personnalité de télévision australienne (par visioconférence).

Épisode 3
- Chris Parker, acteur néo-zélandais.

Épisode 4
- Raven, drag queen américaine.

Épisode 5
- Sophie Monk, actrice et chanteuse australienne.

Épisode 6
- Samantha Harris, mannequin australienne (par visioconférence) ;
- Suzanne Paul, présentatrice néo-zélandaise.

Épisode 7
- Murray Bartlett, acteur australien (par visioconférence) ;
- Claudia Norvina Soare, entrepreneuse américaine (par visioconférence).

Épisode 8
- Delta Goodrem, chanteuse et actrice australienne (par visioconférence) ;
- Elektra Shock, drag queen néo-zélandaise ;
- Kita Mean, drag queen néo-zélandaise.

## Épisodes
| GROUPE    | ÉQUIPE 1     | ÉQUIPE 1     | ÉQUIPE 1      | ÉQUIPE 1     | ÉQUIPE 2      | ÉQUIPE 2   | ÉQUIPE 2      | ÉQUIPE 2        | ÉQUIPE 2   |
| --------- | ------------ | ------------ | ------------- | ------------ | ------------- | ---------- | ------------- | --------------- | ---------- |
| CANDIDATE | Aubrey Haive | Hannah Conda | Minnie Cooper | Pomara Fifth | Beverly KIlls | Kween Kong | Molly Poppinz | Spankie Jackzon | Yuri Guaii |

| CANDIDATE  | Beverly Kills | Hannah Conda  | Kween Kong  | Minnie Cooper   | Molly Poppinz | Spankie Jackzon   | Yuri Guaii    |
| PERSONNAGE | Val Garland   | Liza Minnelli | NeNe Leakes | Ellen DeGeneres | Orville Peck  | Dame Edna Everage | Courtney Love |

| GROUPE    | BAB'Z        | BAB'Z      | BAB'Z           | THE HUNG DIVAS | THE HUNG DIVAS | THE HUNG DIVAS |
| --------- | ------------ | ---------- | --------------- | -------------- | -------------- | -------------- |
| CANDIDATE | Hannah Conda | Kween Kong | Spankie Jackzon | Beverly Kills  | Molly Poppinz  | Yuri Guaii     |

| CANDIDATE                              | HANNAH CONDA | KWEEN KONG | SPANKIE JACKZON |
| -------------------------------------- | ------------ | ---------- | --------------- |
| NOMBRE DE VICTOIRES                    | 3            | 2          | 3               |
| ÉPISODE(S)                             | 4, 5, 6      | 5, 7       | 2, 3, 5         |
| NOMBRE DE FOIS EN DANGER D'ÉLIMINATION | 1            | 2          | 1               |
| ÉPISODE(S)                             | 7            | 2, 6       | 1               |